# وادي المعاين (ملحان)

تعديل مصدري - تعديل

وادي المعاين هي إحدى قرى عزلة بني مليك بمديرية ملحان التابعة لمحافظة المحويت، بلغ تعداد سكانها 158 نسمة حسب تعداد اليمن لعام 2004.